# Каялийка
Каялийка (Скаличица, Черешка) е река в Южна България – Област Пловдив, общини Асеновград и Първомай и област Хасково, община Димитровград, десен приток на река Марица. Дължината ѝ е 39 km. Отводнява северозападните склонове на рида Драгойна в Източните Родопи и западната част на Хасковската хълмиста област. По долината ѝ преминава границата между Западните и Източните Родопи.
Река Каялийка извира от 942 m н.в. под името Черешка в най-югозападната част на рида Драгойна в Източните Родопи, на 200 m северозападно от село Жълт камък, община Асеновград. До село Искра тече в северна посока в дълбока долина. След това завива на североизток и пресича цялата Хасковска хълмиста област в асиметрична долина, с по-стръмни десни склонове. Влива се отдясно в река Марица на 107 m н.в., на 1 km североизточно от село Скобелево, община Димитровград.
Площта на водосборния басейн на реката е 226 km2, което представлява 0,43% от водосборния басейн на Марица, а границите на басейна ѝ са следните:
- на изток и югоизток – с водосборните басейни на Харманлийска река и Банска река, десни притоци на Марица;
- на запад и северозапад – с водосборния басейн на река Мечка, десен приток на Марица.

Основни притоци: → ляв приток, ← десен приток
- → Чантадере
- ← Тропчово дере
- ← Дашково дере
- ← Циганско дере
- ← Боево дере
- → Кавакдере
- ← Мъртвица
- → Бяла река (най-голям приток)

Реката е с дъждовно подхранване, като максимумът е в периода март-май, а минимумът – август-септември.
По течението на реката са разположени 7 села:
- Област Пловдив

- Община Първомай – Искра, Брягово, Драгойново, Езерово;

- Област Хасково

- Община Димитровград – Бодрово, Върбица, Скобелево.

По течението на Каялийка са изградени два големи язовира „Брягово“ и „Езерово“, водите на които са включени в Хасковската напоителна система.

## Топографска карта
- Лист от карта K-35-63. Мащаб: 1 : 100 000.
- Лист от карта K-35-75. Мащаб: 1 : 100 000.